# Van Roseveltkade
De Van Roseveltkade is een straat in het centrum van Paramaribo. De straat bevindt zich aan de Sommelsdijkse Kreek met aan het begin de craftsmarkt Wakapasi.

## Naamgever
De Van Roseveltkade kreeg deze naam in februari 1936 en is een vernoeming naar Johan Cateau van Rosevelt (1823-1891). Hij was stuurman, ontdekkingsreiziger, cartograaf, districtscommissaris, Statenlid en agent-generaal voor de Immigratie. In die laatste functie ontving hij in 1873 de eerste Indiase immigranten. Hij won hun vertrouwen en kreeg de bijnaam Koelie-papa.

## Bouwwerken
De weg vertrekt vanaf de Kleine Waterstraat en loopt langs de Sommelsdijkse Kreek. Onderweg is er een kruising met de Grote Combéweg en een afslag naar links naar de Mgr. Wulfinghstraat. De weg buigt bij het Mgr. Aloysius Zichem Sportcentrum naar rechts en gaat dan over in de Prins Hendrikstraat.
De Van Roseveltkade vormt samen met de Wakapasi, de Van Sommelsdijckstraat en de Kleine Waterstraat een uitgaansgebied in Paramaribo. Naast de horecagelegenheden bevindt zich er het ministerie van Regionale Ontwikkeling en Sport.
Aan het eind van de straat bevindt zich het Dobru Oso waar de R. Dobru Raveles Stichting is gevestigd die het werk en leven van de dichter en kunstenaar R. Dobru levend houdt. Ertegenover bevindt zich sinds 1996 de Nederlandse ambassade.

### Monumenten
De volgende panden in de Van Roseveltkade staan op de monumentenlijst:
| Omschrijving | Bouwjaar | Adres               | Coördinaten                 | Objectnummer? | Afbeelding                    |
| ------------ | -------- | ------------------- | --------------------------- | ------------- | ----------------------------- |
| woonhuis     |          | Van Roseveltkade 34 | 5° 49' 48" NB, 55° 9' 7" WL | CPO 061       | Meer afbeeldingen Upload foto |
| woonhuis     |          | Van Roseveltkade 36 | 5° 49' 48" NB, 55° 9' 7" WL | CPO 062       | Meer afbeeldingen Upload foto |